# Castel Morenberg
Castel Morenberg è un castello medievale che si trova nel paese di Sarnonico in provincia di Trento.

## Storia

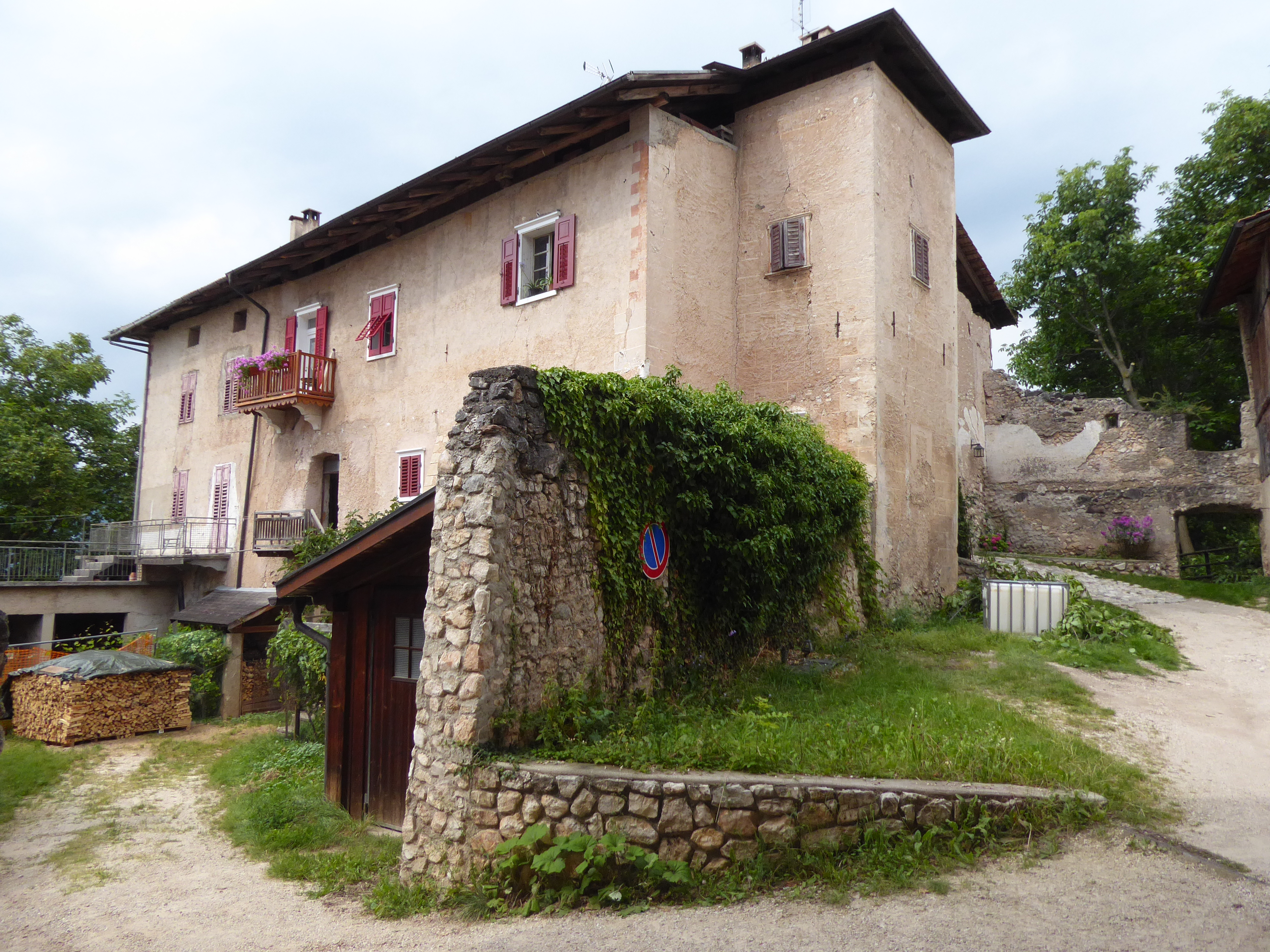
Cortile

Il castello, originariamente noto come Castello dei Mori o de Moris, sorge in posizione elevata sopra il centro del paese e risale probabilmente al XIII secolo. Fu costruito come residenza della famiglia dei Mori che a partire dal Cinquecento, a seguito dell'ottenimento del titolo nobiliare ricevuto da Massimiliano I d'Asburgo, tedeschizzarono il loro cognome in Morenberg.
Durante il XVI secolo subì una forte ristrutturazione con ampliamento, che lo trasformò da fortezza a residenza gentilizia. Nel 1888 un incendio distrusse gran parte del castello che fu ricostruito come abitazione rurale.
Oggi il castello è un'abitazione privata e non è visitabile.